# 19 septembrie
ianuarie • februarie • martie  • aprilie  • mai  • iunie  • iulie  • august  • septembrie  • octombrie  • noiembrie  • decembrie
9 septembrie este a 262-a zi a calendarului gregorian și a 263-a zi în anii bisecți. Mai sunt 103 zile până la sfârșitul anului.

## Evenimente

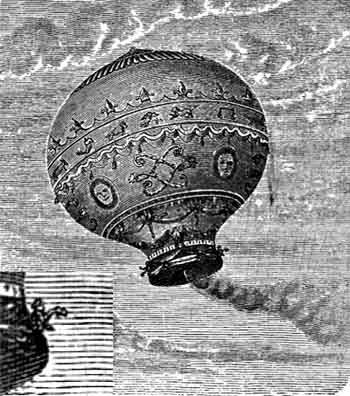
1783: A fost ridicat în aer cel de-al doilea balon cu aer cald construit de frații Montgolfier, având la bord trei pasageri: o rață, un cocoș și o oaie. Aterizarea s-a produs fără probleme, demonstrând ca și alte vietăți decât păsările pot suporta înalțimile. Primul balon, fără echipaj, a fost înalțat la 5 iunie 1783.

- 0335: Flavius Dalmatius este ridicat la rangul de Cezar de către unchiul său, împăratul Constantin I.
- 1356: Bătălia de la Poitiers: Armata franceză suferă o grea înfrângere din partea celei engleze.
- 1783: A fost ridicat în aer cel de-al doilea balon cu aer cald construit de frații Montgolfier, având la bord trei pasageri: o rață, un cocoș și o oaie. Aterizarea s-a produs fără probleme, demonstrând că și alte vietăți decât păsările pot suporta înălțimile. Primul balon, fără echipaj, a fost înălțat la 5 iunie 1783.
- 1863: În cadrul Războiului Civil American, armata confederată a oprit avansul unioniștilor în nord-vestul Georgiei în bătălia de pe Chickamauga.
- 1870: Armata prusacă începe "Asediul Parisului". Va dura 135 de zile.
- 1893: Prin Legea Electorală, promulgată de guvernatorul insulei, femeile din Noua Zeelandă primesc dreptul de vot.
- 1934: Bruno Hauptmann este arestat pentru răpirea și uciderea copilului lui Charles Lindbergh.
- 1941: Al Doilea Război Mondial: În timpul războiului împotriva Uniunii Sovietice, trupele germane cuceresc capitala ucraineană Kiev.
- 1944: Finlanda și URSS au semnat la Moscova un armistițiu prin care au pus capăt războiului de continuare.
- 1946: Se fondează Consiliul Europei în urma unui discurs ținut de Winston Churchill la Universitatea din Zürich.
- 1946: Festivalul de Film de la Cannes se reia după o întrerupere de șapte ani în timpul celui de-al Doilea Război Mondial.
- 1973: Întronarea regelui Carl al XVI-lea Gustaf al Suediei.
- 1982: Scott Fahlman postează pentru prima dată emoticoanele :-) și :-( într-un mesaj.
- 1983: Sfântul Cristofor și Nevis își câștigă independența față de Regatul Unit.
- 1985: Un cutremur de 8,1 pe scara Richter lovește orașul Mexico. Peste 9.000 de oameni au decedat, 30.000 răniți și 95.000 au rămas fără locuință.
- 1995: The Washington Post și The New York Times au publicat pentru prima oară Manifestul teroristului Ted Kaczynski.
- 2022: Funeraliile de stat ale reginei Elisabeta a II-a a Regatului Unit au loc la Westminster Abbey, Londra.[1]

## Nașteri
- 0086: Antoninus Pius, împărat roman (d. 161)
- 0866: Leon al VI-lea Filozoful, împărat bizantin (d. 912)
- 1551: Regele Henric al III-lea al Franței (d. 1589)
- 1749: Jean Baptiste Joseph Delambre, matematician francez (d. 1822)
- 1802: Lajos Kossuth, conducătorul revoluției maghiare de la 1848 (d. 1894)
- 1803: Maria Anna de Sardinia, regină a Ungariei, Boemiei, Lombardiei și Veneției (d. 1884)
- 1844: Marie Cazin, artistă franceză (d. 1924)
- 1887: Eugen Bădărău, fizician român, membru al Academiei Române(d. 1975)
- 1908: Victor Weisskopf, fizician american (d. 2002)
- 1911: William Golding, romancier britanic, laureat al Premiului Nobel (d. 1993)

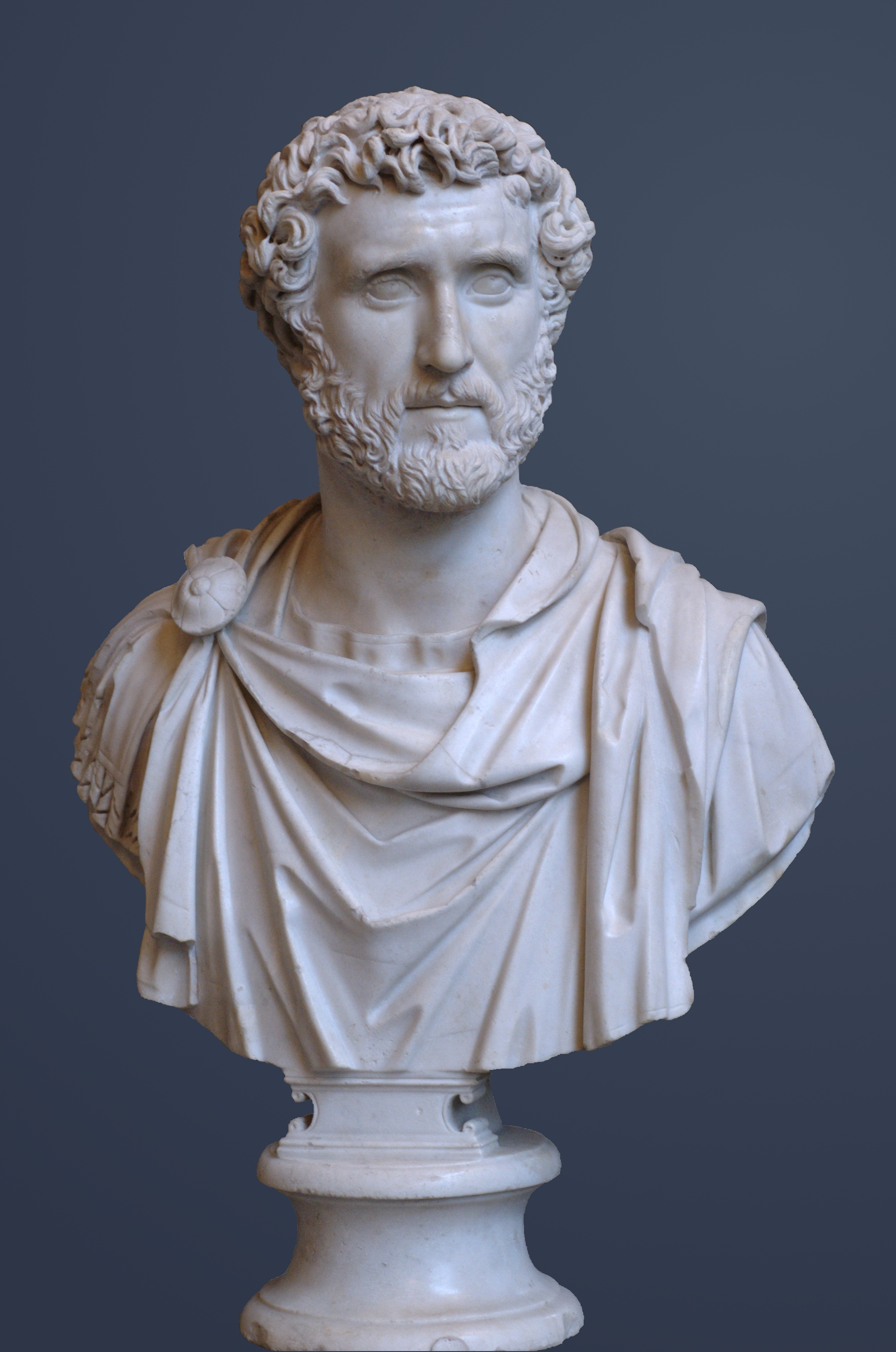
Antoninus Pius, împărat roman
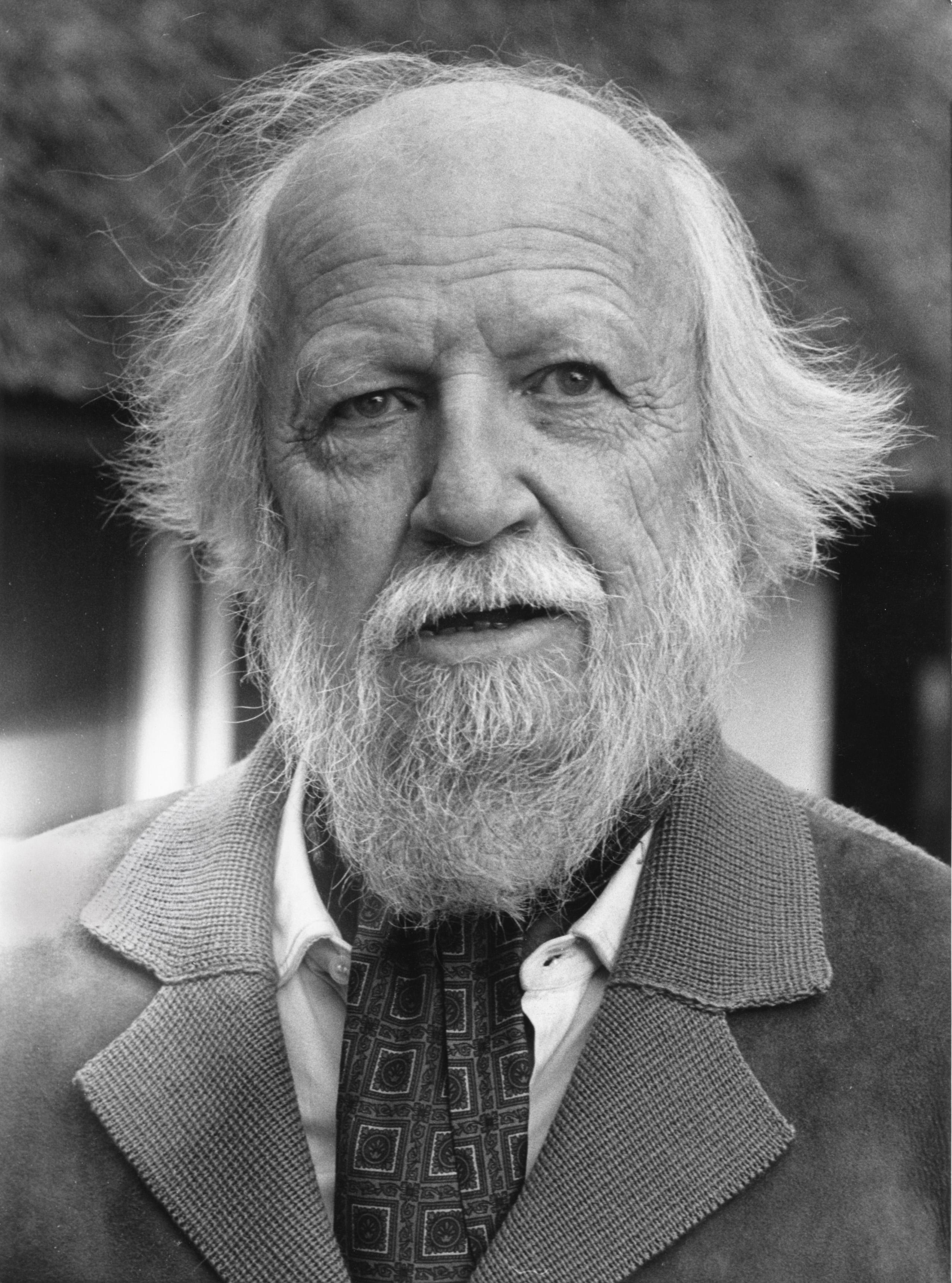
William Golding, romancier britanic, laureat Nobel
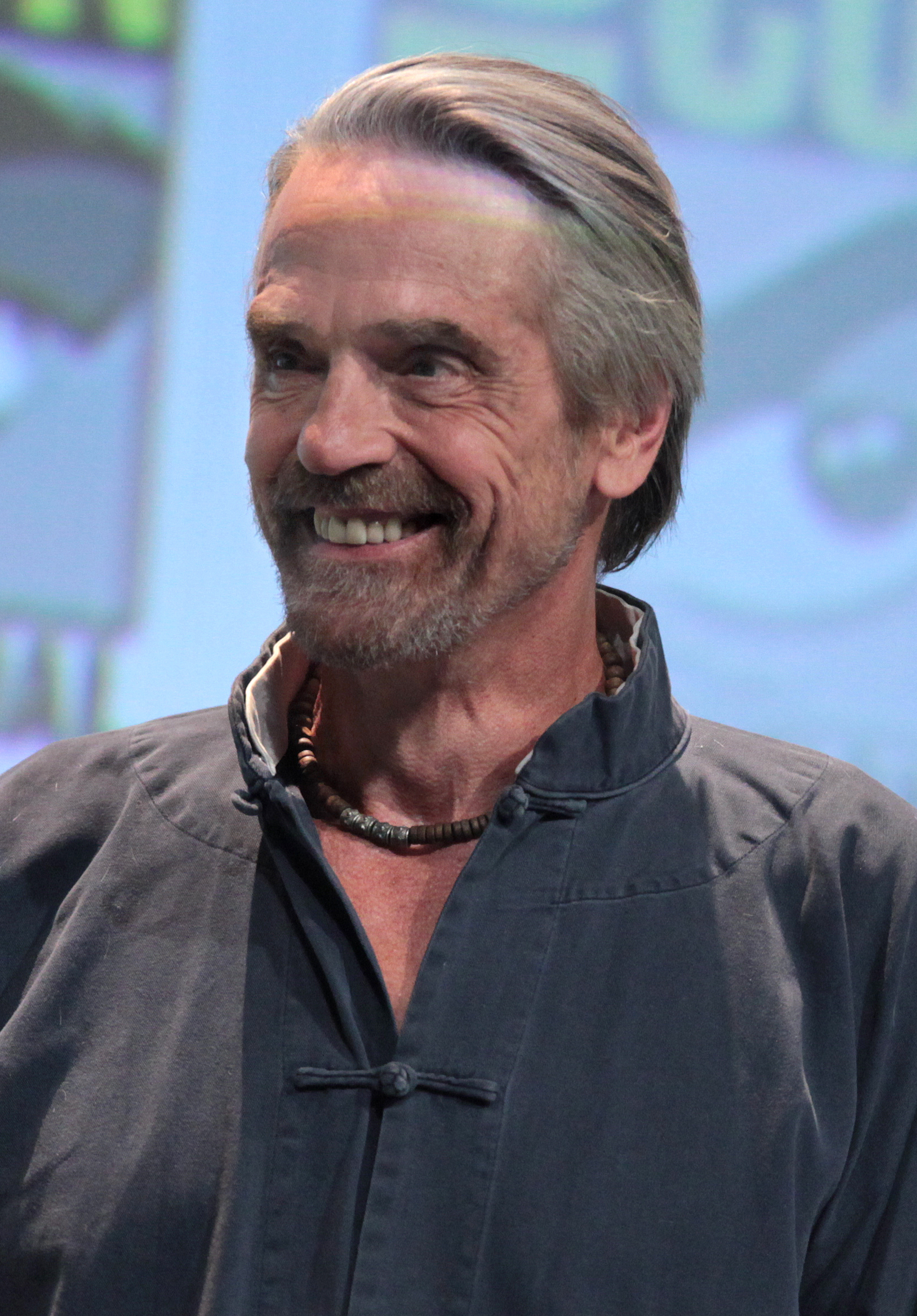
Jeremy Irons, actor englez

- 1922: Emil Zátopek, atlet cehoslovac (d. 2000)
- 1926: Masatoshi Koshiba, fizician japonez, laureat al Premiului Nobel
- 1928: Alexandru Ene I, fotbalist român (d. 2011)
- 1931: Jean-Claude Carrière, actor și scenarist francez (d. 2021)
- 1933: David McCallum, actor de film scoțian  (d. 2023)
- 1937: Jean-Pierre Andrevon, scriitor francez
- 1945: Ruxandra Sireteanu-Constantinescu, biofiziciană română stabilită în Germania (d. 2008)
- 1948: Jeremy Irons, actor englez
- 1948: Valeriu Alexandru Ungureanu, politician român
- 1948: Mihai Timofti, regizor, actor, muzician (d. 2023)
- 1949: Corneliu Momanu, politician român
- 1957: Mark Acheson, actor canadian
- 1963: David Seaman, fotbalist englez
- 1969: Simona Păucă, gimnastă română
- 1973: Bogdan Aurescu, diplomat român, ministru de externe în perioada 2014-2015, 2019-prezent
- 1974: Victoria Silvstedt, fotomodel, actriță, cântăreață și prezentatoare la televiziunea suedeză
- 1975: Laurențiu Reghecampf, jucător și antrenor român de fotbal
- 1978: Ramin Karimloo, actor iraniano-canadian
- 1982: Eduardo Carvalho, fotbalist portughez
- 1984: Sascha Gritsch, schior italian
- 1985: Song Joong-ki, actor sud-coreean
- 1986: Sally Pearson, atletă australiană
- 1990: Ksenia Makeeva, handbalistă rusă
- 1990: Kieran Trippier, fotbalist englez
- 2000: Denisa Vâlcan, handbalistă română

## Decese
- 1610: Frederic al IV-lea al Palatinatului (n. 1574)
- 1710: Ole Rømer, astronom danez (n. 1644)
- 1761: Pieter van Musschenbroek,  om de știință olandez (n. 1692)
- 1843: Gaspard Coriolis, matematician, fizician, inginer francez (n. 1792)
- 1881: James Garfield, al 20-lea președinte al Statelor Unite ale Americii (n. 1831)
- 1902: Marie Henriette de Austria, soția regelui Leopold al II-lea al Belgiei (n. 1836)

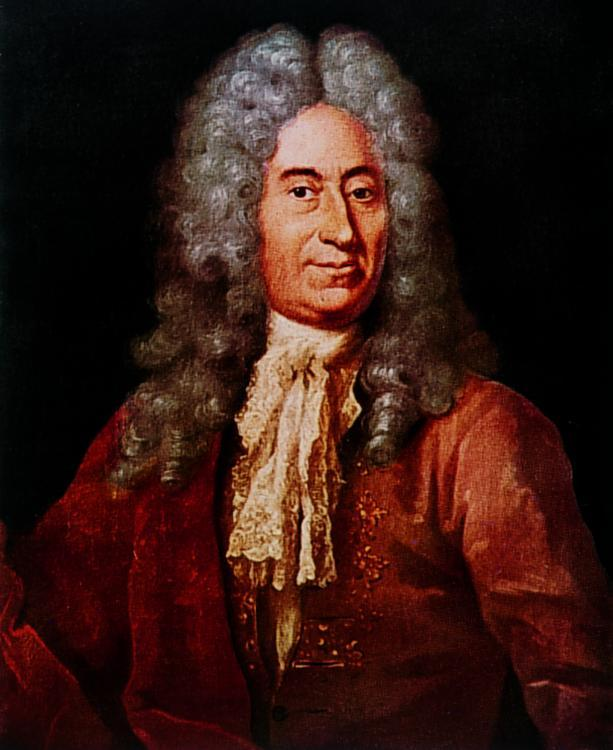
Ole Rømer, astronom danez
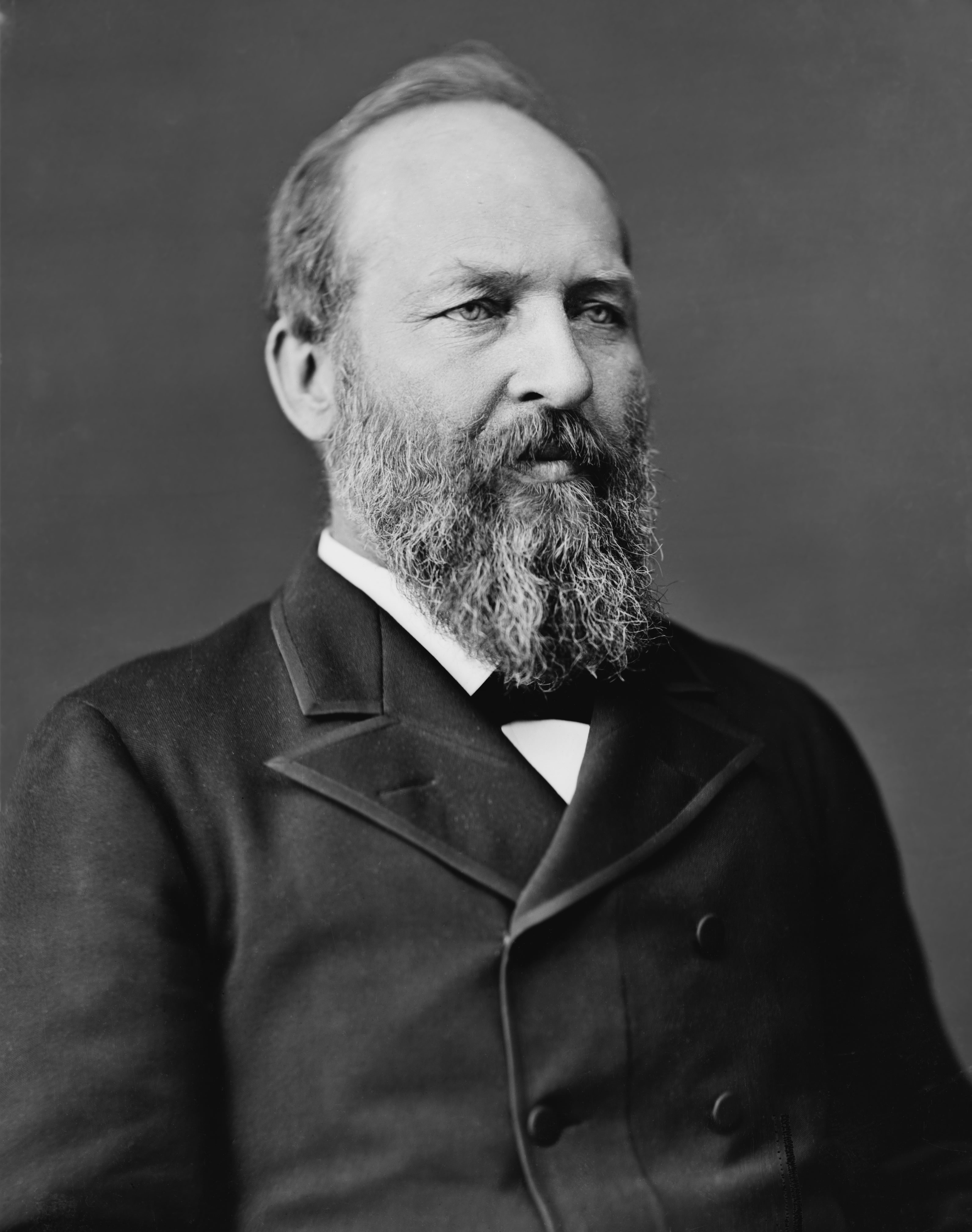
James Garfield, al 20-lea președinte al Statelor Unite
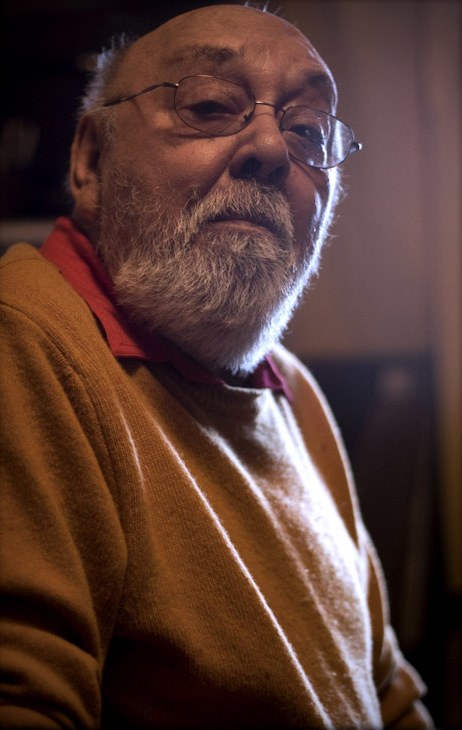
Johnny Răducanu, muzician român de jazz

- 1909: Nicolae Hurmuzaki, om politic român, membru de onoare al Academiei Române (n. 1826)
- 1954: Miles Franklin, scriitoare și feministă de origine australiană (n. 1879)
- 1961: Lucia Sturza Bulandra, actriță română (n. 1873)
- 1978: Étienne Gilson, filosof și istoric francez (n. 1884)
- 1985: Italo Calvino, scriitor italian (n. 1923)
- 1988: Călin Alupi, pictor și profesor de pictură român (n. 1906)
- 1996: Ștefan Mihăilescu-Brăila, actor român de teatru și film (n. 1925)
- 2010: Horia Șerbănescu, actor român de teatru și film (n. 1924)
- 2011: Johnny Răducanu, muzician român de jazz (n. 1931)
- 2013: Hiroshi Yamauchi, ex-președintele japonez a firmei de jocuri Nintendo (n. 1927)
- 2018: Geta Brătescu, artistă română (n. 1926)
- 2021: Jimmy Greaves, fotbalist englez (n. 1940)

## Sărbători
- calendar romano-catolic: Sfântul Ianuarie (San Gennaro), patronul orașului Napoli (d. 302)